# 再見十八班
《再見十八班》，2018年中國電影，是一部於2018年上映的電影，是由禹嵐馨執導的校園電影，由柯焱曦、熊婧文、秦海等主演，北京泰初文化傳媒有限公司、樂山博遠投資有限公司、四川博圖影業有限公司聯合出品，縱貫文化傳媒（北京）有限公司宣傳。
本片所有的演员和剧组人员均由国内外影视音乐学院学生以及志愿者组成。
本片的主题曲《To us, From us》由高梵胜作词作曲并演唱。

## 外部連結
- 豆瓣电影上《再見十八班》的資料 （简体中文）